# Iglesia de Nuestra Señora de la Purificación (Valderrubio)
La iglesia de Nuestra Señora de la Purificación es una iglesia parroquial de la localidad española de Valderrubio, en Granada.

## Historia
Construida por Carlos III es del siglo XVI y de estilo mudéjar a cuatro aguas. Contaba con una imagen de la Virgen de la Candelaria que fue quemada en la guerra civil española. Se trata de una iglesia parroquial y se ubica en el número 4 de la calle Real de la localidad.
Posteriormente una familia acomodada cedió una imagen de la Virgen de Gracia. La Virgen es obra de Torcuato Ruiz del Peral y procede de un convento desamortizado, probablemente del de Mercedarios Descalzos de Belén en la calle Molinos del Realejo . El retablo y el grupo escultórico de las lágrimas de san Pedro (Cristo Flagelado y san Pedro llorando) proceden del Monasterio de Santa Catalina del Realejo de Granada. También hay un Cristo, del cual sólo se conserva la cabeza, el resto se quemó en la guerra civil española.